# Crudia senegalensis
Crudia senegalensis är en ärtväxtart som beskrevs av George Bentham. Crudia senegalensis ingår i släktet Crudia, och familjen ärtväxter. Inga underarter finns listade i Catalogue of Life.